# Galepsus rouxi
Galepsus rouxi är en bönsyrseart som beskrevs av Werner 1929. Galepsus rouxi ingår i släktet Galepsus och familjen Tarachodidae. Inga underarter finns listade i Catalogue of Life.